# 徳之島兄家族殺傷事件
徳之島兄家族殺傷事件（とくのしまあにかぞくさっしょうじけん）は、2002年（平成14年）8月16日に鹿児島県の徳之島（大島郡伊仙町）で発生した殺傷事件である。『南日本新聞』では伊仙町母子殺傷事件と呼称される。

## 概要
2002年8月16日午前11時頃、鹿児島県伊仙町在住の団体職員A（当時42歳）の住居において、Aの妻B（同40歳）、長女C（同17歳）、次男D（同13歳）の3人が、Aの弟である男N（同32歳）に刺身包丁で刺され、B・Cの2人が死亡、Dが重傷を負った。
犯人Nは殺人などの罪に問われ、2004年（平成16年）6月18日に鹿児島地裁で死刑判決を受けた。同年に自ら控訴を取り下げたことで死刑が確定、2008年（平成20年）2月1日に福岡拘置所で死刑を執行された（37歳没）。

## 事件の背景
本件の犯人Nは、1970年（昭和45年）5月7日生まれ。出生と同日に母親が死亡し、施設に預けられた。その後、伊仙町に戻り、父親、兄A、姉、大叔母らと暮らすようになった。高校卒業後、1989年（平成元年）に伊仙町を出て、一時期は関西地方のスーパーや精肉店で働いていたが、やがて暴力団員として活動するようになった。
Nは2002年2月に父親の病死を契機に暴力団を脱退し伊仙町に帰郷。A方に同居していたが、やがて同じ敷地内にある父親の住居を改築し住みはじめた。同年5月頃からNがCやDに対し干渉するようになり、みかねたAが「自分たち（AとN）は兄弟でも、（Aの）家族は赤の他人なのだから干渉しないように」と指摘すると、それをきっかけに、Nは自分がAから無視されていると邪推するようになった。その後は兄弟の絆を確認しようと思い、自分の住む家の壁を壊すなどの行動に出たが、Aは叱ることはなかったため、NはAに対し、より強い不信感を抱くようになった。
同年6月ごろ、Nは夏祭りの準備作業について知人男性とトラブルになり、その際に兄Aが仲裁に入ったが、NはAが一方的に男性をかばったと思い込み、Aに対する怒りを爆発させ、家族を皆殺しにしてAを悲しませようと決意した。

## 事件
2002年8月16日午前11時20分頃、NはA宅に押しかけ、庭にいたDの胸や腹を刺身包丁で刺して重傷を負わせた。屋内に入ると、居間でBの胸を一突きして失血死させた。さらにCの脇腹などを刺した後、完全に絶命させようと胸や背中をメッタ刺しにして殺害した。犯行の約15分後、Nは刺身包丁を持って徳之島警察署へ出頭したため、徳之島警察署はNを殺人未遂容疑で緊急逮捕した。その後、Nに対する容疑を殺人に切り替えて鹿児島地検に送検した。また、Nが自宅から刺身包丁を持ち出したことが判明したため、A一家に対する恨みを晴らすための計画的犯行と見て捜査を進めた。
2002年9月6日、鹿児島地検はNを殺人罪・殺人未遂罪で起訴した。

## 刑事裁判

### 第一審・鹿児島地裁
2002年11月6日、鹿児島地裁（大原英雄裁判長）で刑事裁判の初公判が開かれ、罪状認否で被告人Nは起訴事実を全面的に認めた。冒頭陳述で検察官は、犯行の動機について「兄から『赤の他人』などと言われたため、自分と同じ寂しさや怒りを味わわせようと、犯行を決意した」などと指摘した。
2003年7月30日、鹿児島地裁は、Nについて「刑事責任能力があった」とする心理鑑定結果を証拠採用した。鑑定にあたって弁護側は「精神状態が異常だった」としてNに対する心理鑑定を鹿児島地裁に請求していた。
2003年11月5日、Aが検察側証人として出廷し、公判で「被告を極刑にしてほしい」と述べてNに死刑を求めた。また、検察官から事件の発生要因について聞かれると「分からない。文句があるなら、私に言えば良かったのに」と回答した。さらに実弟のNに対する現在の心境については「今は兄弟だと思っていない」と述べた。
2004年3月5日、Bの姉らが「80代の母親が悲しみに暮れている」「妹を返して」などと述べた供述調書が検察官より読み上げられた。
2004年3月26日、論告求刑公判が開かれ、検察官は「兄から無視されていると逆恨みし、家族の命を奪って兄を未来永劫苦しませようとした残虐な行為。非道極まりない犯行で、更生は不可能」として被告人Nに死刑を求刑した。
2004年6月18日、鹿児島地裁（大原英雄裁判長）で判決公判が開かれ、裁判長は「無差別殺人と同様の事案で、社会的責任は誠に重大。極刑をもって臨むしかない」として被告人Nに検察官の求刑通り死刑とする判決を言い渡した。同地裁で言い渡された死刑判決は39年ぶりで、判決理由では「犯行態様が悪質、残虐である、動機に酌むべき余地がない」とされている。

### 控訴取り下げ・死刑確定
2004年6月28日、Nは一審・鹿児島地裁の死刑判決を不服として福岡高裁宮崎支部へ控訴した。
しかし、同年8月26日付で控訴を取り下げたため、死刑判決が確定した。提出された控訴取下書に理由の記載はなかった。

## 死刑執行
2008年2月1日、Nは死刑確定者（死刑囚）として、福岡拘置所で死刑を執行された（37歳没）。死刑執行を指揮した法務大臣は鳩山邦夫で、死刑確定から執行までの期間は3年5か月だった。同日にはN以外にも、JT女性社員逆恨み殺人事件の死刑囚（東京拘置所在監）ら2人にも死刑が執行されている。